# Наначка Хан
Нанáчка Хан (англ. Nahnatchka Khan; нар. 17 червня 1973, Лас-Вегас, Невада, США) — американська режисерка, сценаристка та продюсерка іранського походження. Навчалася у Школі кінематографічних мистецтв при Університеті Південної Каліфорнії (англ. University of Southern California's School of Cinematic Arts). Батьки Хан емігрували з Ірану до США, сама ж вона народилася у Лас-Вегасі та виросла на Гаваях.

## Особисте життя
Наначка Хан є лесбійкою.

## Фільмографія
| Рік       | Назва                             | Мовою оригіналу                             | Примітка                                   |
| --------- | --------------------------------- | ------------------------------------------- | ------------------------------------------ |
| 1997      | Перерва                           | англ. Recess                                | Сценаристка                                |
| 1997-2000 | Пепер Енн                         | англ. Pepper Ann                            | Сценаристка, продюсерка                    |
| 2001      | Студенти                          | англ. Undergrads                            | Сценаристка                                |
| 2002-2003 | Малькольм у центрі уваги          | англ. Malcolm in the Middle                 | Сценаристка                                |
| 2003      | За що я тебе люблю                | англ. What I Like About You                 | Сценаристка                                |
| 2003      | Доброго ранку, Маямі              | англ. Good Morning, Miami                   | Сценаристка                                |
| 2003-2005 | Що нового, Скубі-Ду?              | англ. What's New, Scooby-Doo?               | Сценаристка                                |
| 2004-2007 | Пересічна                         | англ. Unfabulous                            | Сценаристка, продюсерка                    |
| 2005-2012 | Американський тато!               | англ. American Dad!                         | Сценаристка, акторка озвучення, продюсерка |
| 2013      | Не вір с*** з помешкання 23       | англ. Don't Trust the B---- in Apartment 23 | Режисерка, сценаристка, продюсерка         |
| 2014      | Фатрик                            | англ. Fatrick                               | Сценаристка, продюсерка                    |
| 2016      | Труднощі асиміляції               | англ. Fresh Off the Boat                    | Режисерка, сценаристка, продюсерка         |
| 2017      | Джален проти всіх                 | англ. Jalen Vs. Everybody                   | Сценаристка, продюсерка                    |
| 2017      | Безіменний проєкт Кортні Канґ     | англ. Untitled Kourtney Kang Project        | Продюсерка                                 |
| 2018      | Найвеличніший американський герой | англ. The Greatest American Hero            | Продюсерка                                 |
| 2019      | Може, будьмо завжди разом?        | англ. Always Be My Maybe                    | Режисерка                                  |
| ЩНВ       | —                                 | англ. Valley Trash                          | Продюсерка                                 |
| ЩНВ       | Молодий Скеля                     | англ. Young Rock                            | Сценаристка, продюсерка                    |
| ЩНВ       | Клопоти білої дівчинки            | англ. White Girl Problems                   | Режисерка                                  |
| 2023      | Абсолютний убивця                 | англ. Totally Killer                        | Режисерка                                  |